# Moonga Simba
Moonga Aluta Simba, född 8 maj 2000, är en svensk fotbollsspelare som spelar för Sandvikens IF i Superettan. 

## Karriär
Simba spelade ungdomsfotboll i IF Brommapojkarna. Efter att familjen flyttat bytte Simba klubb till Håbo FF där han fick debutera i seniorlaget i division 2 norra Svealand redan som 16-åring. Efter att Håbo degraderats värvades Simba av Karlbergs BK i samma serie där han etablerade sig som startande yttermittfältare. Simba fick ett mindre genombrott när han gjorde mål mot allsvenska Dalkurd FF i Svenska Cupen.
Efter en säsong i Karlberg värvades Simba av Sandvikens IF i division 1 Norra. Simba varvade spel från start med inhopp. Under säsongen 2020 värvade Västerås SK Simba för spel i Superettan där Simba återförenades med tränaren Kalle Karlsson som ledde Karlberg under Simbas tid där.
Simba började uppmärksammas även av klubbar i Allsvenskan efter flera fina insatser i med VSK i kombination med att han bara var 20 år. Inför säsongen 2021 värvades Simba av norska elitklubben SK Brann. Simba debuterade i Eliteserien den 12 maj 2020 i en 3–0-förlust mot Vålerenga, där han blev inbytt i den 76:e minuten mot Robert Taylor.
I mars 2022 lånades Simba ut till IFK Värnamo på ett säsongslån. I februari 2023 lånades han ut till GIF Sundsvall på ännu ett säsongslån.